# تراموا پراگ
تراموا پراگ (انگلیسی: Trams in Prague) سیستم تراموا در شهر پراگ، جمهوری چک است.
این تراموا که در سال ۱۸۷۵ با نیروی اسب تأسیس شده دارای ۳۴ خط، ۶۰۰ ایستگاه و ۱۴۲٫۴ کیلومتر طول می‌باشد.

## نگارخانه

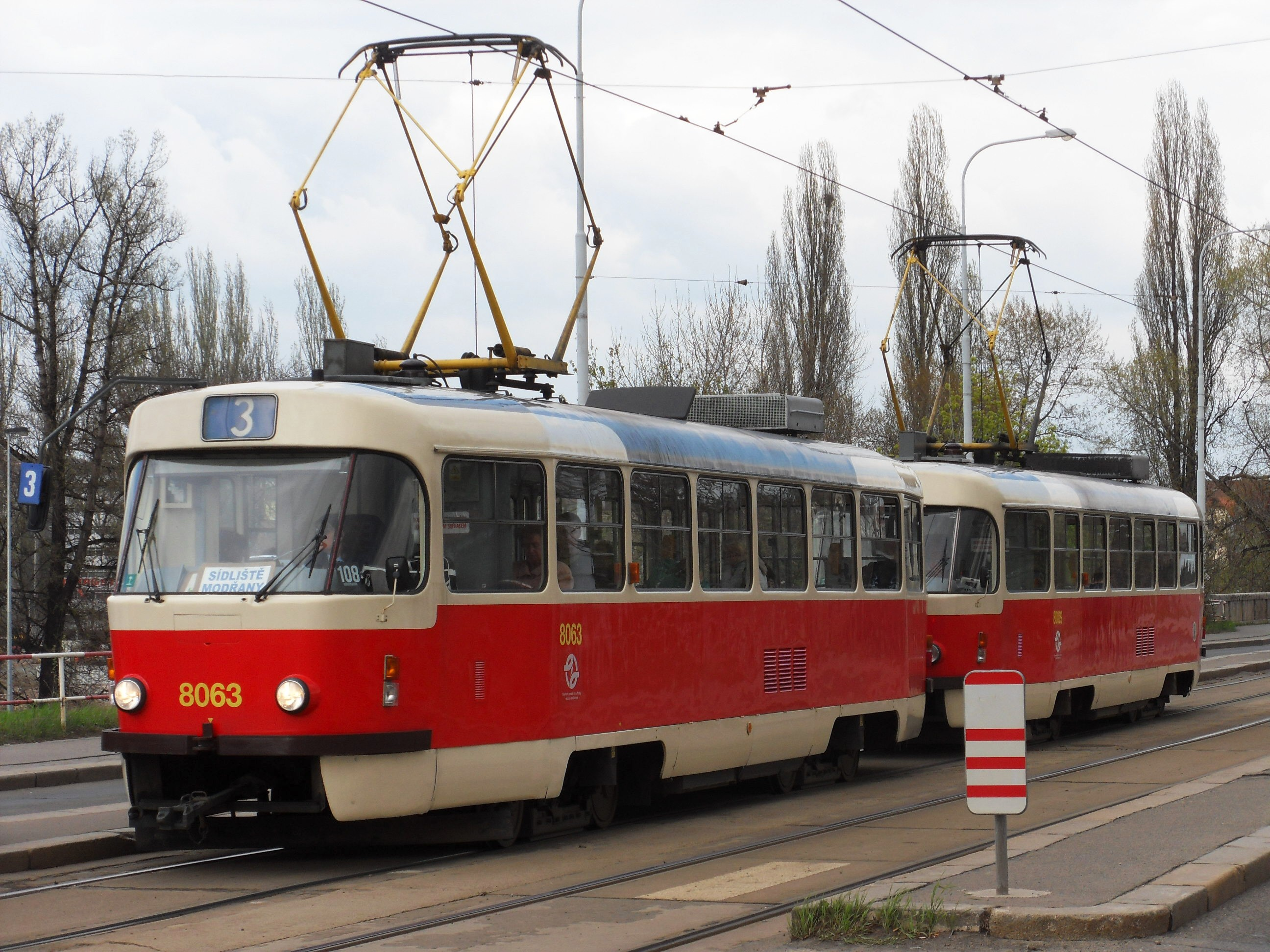
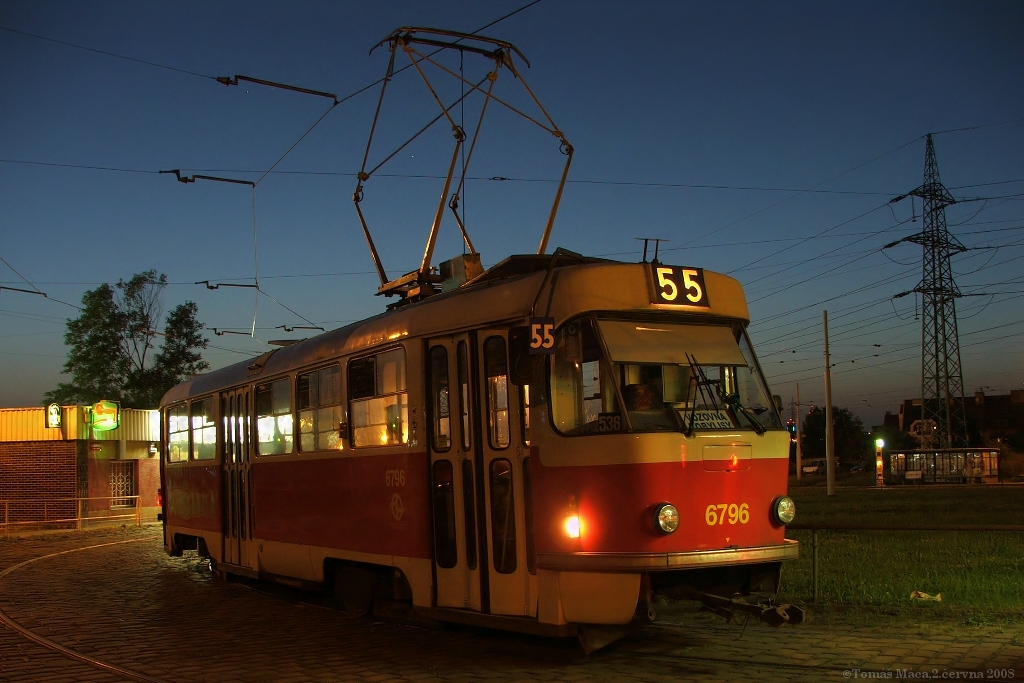
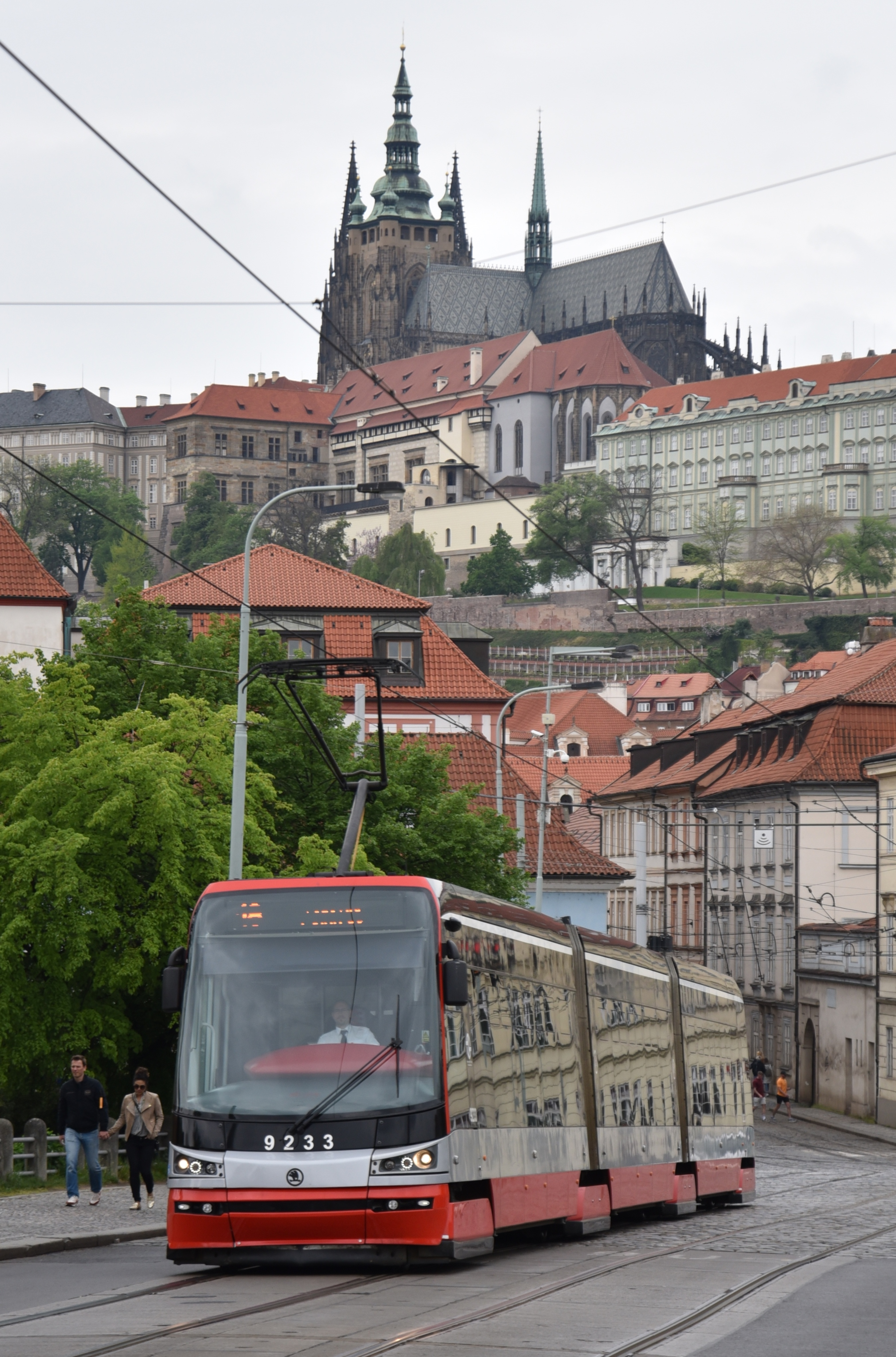
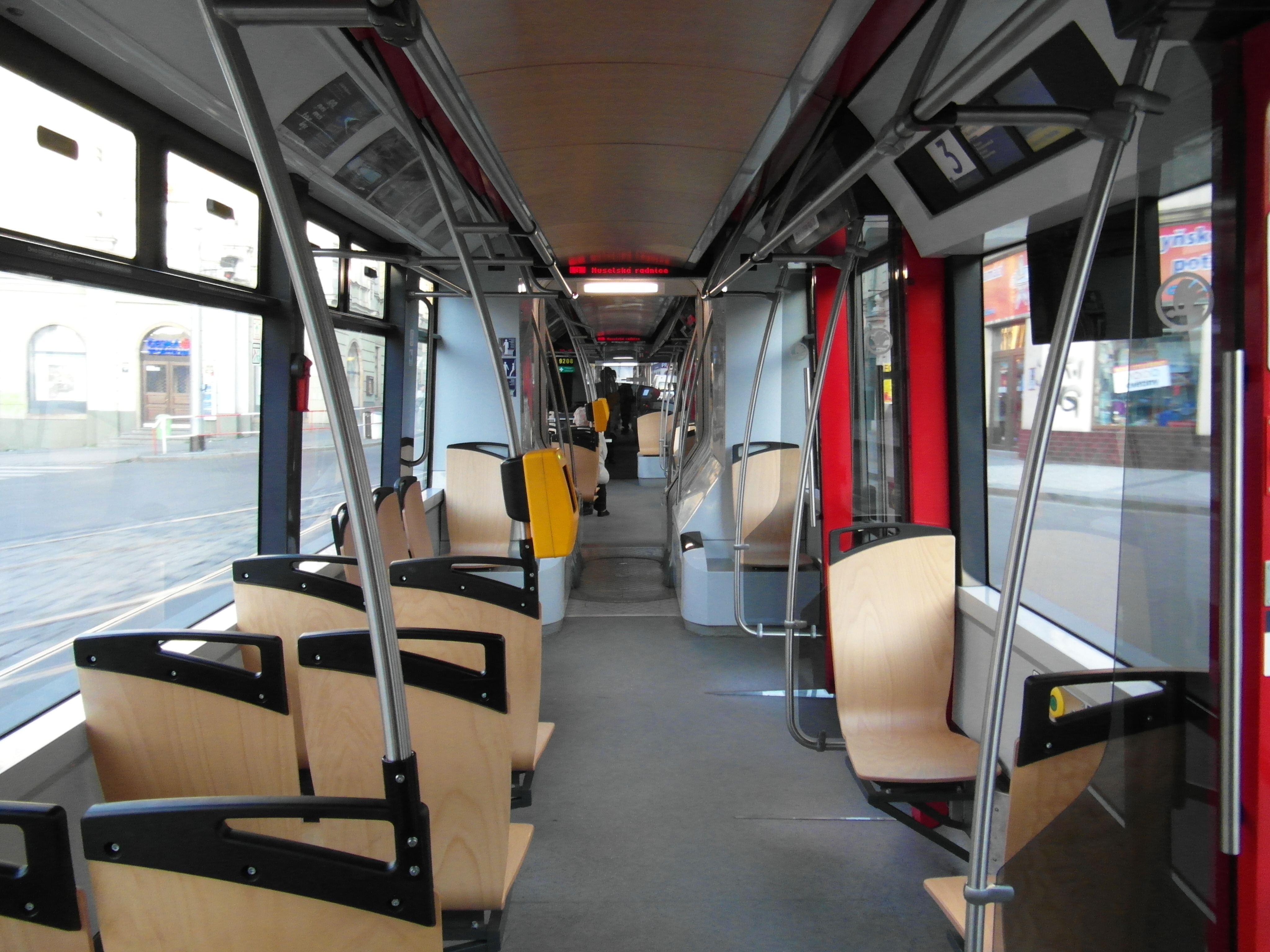